# 스에나가 하루카
스에나가 하루카(일본어: 末永 遥, すえなが はるか, 1986년 7월 22일~)는 일본의 배우이다. 《굉굉전대 보켄저》의 니시호리 사쿠라 역으로 잘 알려져 있다.

## 출연작

### 드라마
- 2003년 《포도나무》
- 2006년~2007년 《굉굉전대 보켄저》 니시호리 사쿠라/보켄 핑크 역
- 2007년 - 《라이프》이와모토 미도리 역

### 영화
- 2003년 《배틀 로얄 2 - 레퀴엠》 쿠즈 하루카 역
- 2010년 《성가족 : 야마토지》
- 2014년 《더 핑키》